# Delfín Pulido
Delfín Pulido Rivas (Santa Cruz de la Zarza, Toledo, 23 de diciembre de 1897 — Madrid, 18 de noviembre de 1986) fue un tenor lírico español que llegó a tener su propia compañía de zarzuela y actuó por toda de España y América. Actuó con conocidos artistas de la época, como Juanita Reina y Pastora Imperio (en la película Canelita en rama de 1943) y en zarzuelas, como por ejemplo Molinos de Viento de Pablo Luna. 

## Biografía
Delfín Pulido Rivas nació el 23 de diciembre de 1897 en el municipio toledano de Santa Cruz de la Zarza. Desde su infancia mostró gran interés por el mundo de la música, especialmente por el canto. Recibió clases de José María Elvira.
Su debut tuvo lugar en diciembre de 1924, interpretando la obra de Giuseppe Verdi Rigoletto en el Teatro Real de Madrid, junto a Carlo Galeffi. Dos años más tarde, interpretó la obra de Gioachino Rossini El Barbero de Sevilla, junto a Víctor Damiani, Aníbal Vela y Ángeles Ottein. A finales de ese mismo año, el 3 de diciembre de 1926 se estrenó en el Teatro Apolo de Madrid la zarzuela El huésped del sevillano de Jacinto Guerrero. Inicialmente el papel del protagonista, Juan Luis, fue interpretado por Ricardo C. de Lara. Respecto al papel protagonista de Juan Luis, el Diccionario de la Zarzuela cita como cantante del estreno a Delfín Pulido, pero la Historia de la Zarzuela nombra al antes citado Ricardo C. de Lara quien "no llegó a convencer al público, pues si cantó bien por primera vez la canción de la espada, al bisarla, y luego en el dúo, estuvo verdaderamente desafortunado. Dos días después del estreno fue sustituido por Delfín Pulido, y unos meses más tarde, coincidiendo con su debut, Pepe Romeu interpretó el papel de Juan Luis, con el que alcanzaría éxitos nunca interrumpidos en su carrera de tenor con exquisita línea expresiva". Esta inesperada participación en la obra de Jacinto Guerrero, supuso para Delfín Pulido un gran éxito personal, además de su consagración en este género, que le llevó a dedicarse por completo al mismo.
El 16 de abril de 1927, se estrenó en el Teatro Centro de Madrid la obra de José Serrano Los de Aragón, en la que Delfín Pulido participó en compañía de la soprano María Badía. Un año después, el 7 de abril de 1928, intervino en el estreno de la obra de Ricardo González del Toro y Fernando Luque, La marchenera, en el Teatro de la Zarzuela, obra a la que puso música Federico Moreno Torroba. En esta ocasión tuvo como compañeras de reparto a María Badía y a Felisa Herrero. Pasó a formar parte de la compañía lírica de ésta y formando parte de ella recorrió diversos puntos de España e Hispanoamérica.
Durante la guerra civil española su actividad musical disminuyó notablemente, aunque cosechó éxitos importantes en zarzuelas como Doña Francisquita, Los claveles o La casa de las tres muchachas, que cantó en Murcia en 1936, como integrante de la compañía lírica de Pedro Terol.
Contrajo matrimonio con Emelina Hijón y de ese matrimonio nacieron tres hijos.
Respecto a su aportación al mundo discográfico, queda constancia de varias grabaciones entre las que se encuentran Molinos de viento, con Marcos Redondo y Felisa Herrero; los dúos de El romeral y La marchenera, también con Felisa Herrero, y la romanza de tenor de ambas; el dúo de La leyenda del beso, de nuevo con Felisa Herrero; y las romanzas de Los de Aragón, María la Tempranica y La moza de la alquería. Actuó con conocidos artistas de la época, como Juanita Reina y Pastora Imperio en la película Canelita en rama de 1943. Formó su propia compañía lírica con la recorrió España e Hispanoamérica.
Falleció el 18 de noviembre de 1986 en Madrid.